# Raimond Götze
Raimond Götze (Naunhov, Imperi Alemany, 1899 - Mérida, Veneçuela, 1990) Físic quàntic, fotògraf i pedagog que va dedicar la seva vida a l'ensenyament de les ciències.

## Biografia
El Dr. Raïmund Götze va néixer a Naunhov a prop de la ciutat de Leipzig, al nord-oest d'Alemanya (estat de Saxònia-Turíngia), el 8 d'octubre de 1899. Era fill d'una família acomodada, el seu pare Rudolf Götze, era metge psiquiatria i dirigia una clínica de malalts mentals; la seva mare, Elsa Römmler, es cuidava de la vida familiar. Raimund era el petit de quatre germans, i també tenia dues germanes. L'avi matern de Raimund, Emile Römmler (1842-1941), va ser un reconegut fotògraf que va treballar retratant als membres de la cort reial de Saxònia (abans de la unificació alemanya) a la ciutat de Dresden, i tenia una de les empreses pioneres i més importants en l'edició de targetes postals, Römmler-Jonas.
Durant els últims anys de la primera guerra mundial, Raimund va estudiar la Universitat de Tübingen (Baden-Württemberg), per cursar els estudis de ciències on s'especialitzaria en física. A la Universitat va tenir com a professor el Dr. Frederik Paschen (1865-1947, va ser professor de la Universitat de Tübingen entre els anys 1901 i 1924), famós investigador dels espectres de la llum. Un cop acabats els cursos acadèmics obligatoris, Raimund Götze va estudiar l'efecte Zeeman (Paschen-Back-Effect), Física Quàntica, per elaborar la seva tesi doctoral. D'aquesta manera, el 16 de desembre de 1921, va presentar la tesi Liniengruppen und innere Quanten, i va obtindre el títol de “Doctor der Naturwissenschaften”. Temps després, el 1922, Götze va publicar un llibre sobre la seva investigació, editat conjuntament amb el Dr. Frederik Paschen, Seriengesetze der Linienspektren.
Durant els anys posteriors al seu doctorat Götze es va relacionar epistolarment amb altres físics quàntics alemanys com el Dr. Samuel Abraham Goudsmit (1902-78), 1922 i el Dr. Arnold Sommerfeld (1864-1951), 1921. Posteriorment el 1923, va treballar a la Universitat de Munich-auf-main, a l'Institut de Teoria Física amb el Dr. Albert Einstein, i més tard, el 1926 treballaria d'assistent de l'Institut d'Astrofísica de Potsdam-Berlin, a la torre Einstein fins al 1930. Aquell mateix any, Götze a disgust amb la situació política que es vivia a Alemanya va decidir agafar el camí de l'exili que el portaria a Barcelona. Un cop a Barcelona aprendria el català i el castellà i començaria a treballar com a traductor de l'editorial Labor.
Pels volts de 1931 va aparèixer per la vila de Torelló, on dirigiria l'escola racionalista de l'ateneu obrer l'Aurora Obrera Torellonense. A Torelló, el Dr. Götze es va instal·lar al segon pis del número sis del carrer Balmes, i ràpidament va començar una etapa prolífica de relacions socials. Per guanyar-se la vida donava classes particulars als fills de les famílies acomodades, i també als treballadors de la vila, a més de l'escola de l'Aurora. Raimund Götze era un home polifacètic, i a les seves classes ensenyava anglès, francès, llatí, matemàtiques i fins i tot dibuix tècnic per aplicar a la indústria local, entre d'altres.
En dues ocasions, el 1932 i el 1935 va organitzar (conjuntament amb l'Ajuntament) un curs de Gramàtica catalana, on ensenyava a escriure en català als habitants de la vila. D'aquestes classes se'n va editar un petit manual de gramàtica catalana que va aparèixer en forma de suplements editats dins de diferents números del diari local La Veu del Ter (núms. 62-75). Al mateix temps, Götze va exercir de fotògraf professional, i va instal·lar un petit estudi-labaoratori de revelat a casa seva. Es dedicava a fer fotografies per encàrrec. Durant la seva estada a Torelló va participar activament en la vida cultural de la vila. Les seves col·laboracions al diari local la Veu del Ter van ser habituals entre 1931 i 1934, i mitjançant els seus articles difonia de forma didàctica el coneixement científic més actual. El 1933, també va organitzar la primera exposició de fotografia artística que es va fer a Torelló.
A finals de 1934, amb la desaparició de la Veu del Ter, Götze va formar part de la redacció de la nova publicació Vida enllà, en la que dirigia la secció d'ensenyament, malauradament el nou periòdic només va durar dos números. El 1931 escrivia a La Revista Blanca dirigida per Frederica Montseny, i entre els anys 1933 i 1935, també va publicar tres articles divulgatius sobre ciència a la revista eclèctica Estudios editada a Alcoi i distribuïda dins dels ambients obreristes de l'època. Després de les seves participació a Vida enllà va abandonar les seves col·laboracions a la premsa local per dedicar-se a la redacció del llibre “Elementos de Física Matemática”, que l'Editorial Labor li havia encarregat i que es publicaria dos anys més tard, just abans de l'esclat de la Guerra Civil. El 16 de setembre de 1934, Raimond Götze contreia matrimoni, al jutjat de Pau de Torelló, amb la jove d'origen francès Marie Louise Lagrange (Moyeuvre Grande, Lorena). La parella es va instal·lar a la casa de Raimund a Torelló i allí neixerien les seves filles bessones, Rolanda i Yvonne, el 14 d'abril de 1935.
En començar la Guerra Civil, el professor Götze va acceptar treballar a l'escola Nova Unificada de Manlleu, sota la direcció d'Ot Ferrer, un pedagog de tendència racionalista; allí exerciria de subdirector. D'aquesta manera, el mes de setembre de 1936, en Götze i la seva família es traslladaven al carrer d'Enric Delaris de Manlleu. El 1936-7, un cop a Manlleu formarà part del grup “Natura”, conjuntament amb un grup d'anarquistes manllauencs per practicar el nudisme en una torre confiscada. En finalitzar aquell curs escolar, a l'estiu de 1937, i veient l'evolució que seguia la guerra, Raimund va decidir marxar, i es va traslladar provisionalment a França, on viuria amb la família de la seva esposa Maria Lluïsa.
A finals del 1937, després del seu breu pas per França, el professor Götze se'n va anar a Veneçuela, on va ser contractat per donar classes al Liceo Libertador de la ciutat de Mérida, on hi estaria durant 12 anys. Poc després de la seva arribada a Veneçuela, 1937-8, entraria a formar part de l'equip docent del Departament de Física a la Universidad de los Andes, on exerciria fins a la seva jubilació el 1970. Un cop instal·lat a Mérida, Götze es reuniria de nou amb la seva esposa i les seves filles torellonenques, i amb el temps ampliaria la seva descendència amb el naixement d'una nova filla, la Susana. El tarannà del professor alemany continuava intacte amb una forta implicació social i una gran passió per l'ensenyament, el 1941 va fundar l'editorial Minerva, amb la que editaria llibres de treball per als seus alumnes. El 1957, va ser membre fundador del Rotary Club de Mérida, Veneçuela, i els anys 1959 i 1963, en seria president. Un club format per les elits locals preocupades per la problemàtica social a la seva ciutat. Durant el 1962, el Dr. Götze es va prendre un any sabàtic, en què tornaria a Europa i visitaria la seva família a Alemanya i França.
El 1970 li va arribar la jubilació de la seva feina de docent a la Universitat, tot i que continuaria escrivint diversos articles de divulgació científica durant els següents anys. El 7 de juliol de 1990 moria a la seva casa de Mérida.

## Obres
- Anotacions del primer curset de gramàtica catalana (1932)[3]